# Тертерски рејон
Тертерски рејон (азер. Tərtər rayonu, јерм. Տերտերի շրջան), једна је од 78 административно-територијалних јединица Азербејџана, који се у целости налази под контролом самопроглашене државе Нагорно-Карабах. Административни центар рејона се налази у граду Тертер. 
Тертерски рејон обухвата површину од 957 km² и има 98.100 становника (подаци из 2011). 
Рејон се нада дели на 43 мање општине.